# Georgios Tsalmpouris
Georgios Tsalmpouris, en griego Γιώργος Τσαλμπούρης, (nacido el 22 de junio de 1996 en Veria) es un jugador de baloncesto griego. Con 2,18 metros de estatura, juega en la posición de pívot. Es internacional con la Selección de baloncesto de Grecia.

## Trayectoria
Tsalmpouris es un jugador formado en el Archelaos Pierikos, con el que debutó en la liga griega B, la tercera división del baloncesto griego en la temporada 2013-14.
En la temporada 2014-15, Tsalmpouris se marcha a Estados Unidos para ingresar en la Universidad Estatal de Iowa en Ames, Iowa para jugar en la NCAA División I con los Iowa State Cyclones, donde disputó 8 partidos y promedió 1,4 puntos, 0,8 rebotes, 0,3 asistencias y 0,1 robos por partido, en 4,4 minutos por partido.
En agosto de 2015, regresó a Grecia para jugar en el AEK Atenas de la A1 Ethniki, firmando un contrato por cinco temporadas.
En 2016, ingresó automáticamente al Draft de la NBA de 2016, pero no fue seleccionado después de dos rondas.
En la temporada 2017-18, fue cedido al Kolossos Rodou de la A1 Ethniki. Regresó a AEK en la temporada 2018-2019, ganando la Copa Intercontinental FIBA.
En la temporada 2019-20, regreso en propiedad al Kolossos Rodou. 
El 12 de septiembre de 2020, Tsalmpouris firmó con P.A.O.K. BC de la A1 Ethniki.
El 22 de agosto de 2021, Tsalmpouris firmó con el Apollon Patras de la A1 Ethniki, con el que disputó 24 partidos de liga, donde promedió 14,9 puntos (2º anotador absoluto en la liga griega de baloncesto) y 5,6 rebotes, jugando unos 32 minutos por partido.
El 14 de septiembre de 2022, firma por el Real Betis Baloncesto de la Liga Endesa para reforzar la pretemporada y es cortado tras 16 partidos.
El 26 de febrero de 2023, firma por el Bilbao Basket de la Liga ACB, para cubrir la baja por lesión de Jeff Withey.

## Selección
Es internacional con las categorías inferiores de la Selección de baloncesto de Grecia. Con las selecciones juveniles disputó el Campeonato FIBA Europa Sub-16 en 2012, el Campeonato FIBA Europa Sub-18 en 2014, la Copa Mundial FIBA sub-19 en 2015, el Campeonato FIBA Europa Sub-20 en 2015 y el Campeonato de Europa Sub-20 de FIBA en 2016 de la División B, donde ganó una medalla de bronce.
En 2017, debuta con la Selección de baloncesto de Grecia absoluta.